# 细川站 (大田广域市)
細川站（：／ Secheon yeok */?）是京釜線沿線的一座鐵路車站，位於韓國大田广域市東區細川洞。

## 历史
- 1922年12月25日 - 落成使用。
- 1977年5月16日 - 客运业务停止。

## 车站周边
- 细川体育公园
- 细川初等学校
- 周源川

## 相鄰車站
韓國鐵道公社
京釜線
大田－细川－沃川